# Shanghai Noon
Shanghai Noon és un pel·lícula americana del 2000 d'arts marcials, western i comèdia protagonitzada per Jackie Chan i Owen Wilson. Dirigida per Tom Dey en el seu debut com a director, va ser escrita per Alfred Gough i Miles Millar.
La pel·lícula, ambientada a Nevada i altres parts de l'oest en el segle xix, és una juxtaposició d'un western amb una pel·lícula de kung fu d'acció ampliada amb seqüències d'arts marcials. També té elements de comèdia i el "Buddy Cop", ja que es tracta de dos homes de diferents personalitats i grups ètnics (un guàrdia imperial xinès i una mala peça de l'Oest) que s'uneixen per aturar un crim. Va ser filmada en part a les Terres Ermes canadenques, a prop de Drumheller, Alberta, Canadà.

## Argument
Corre l'any 1881 i Chon Wang (Jackie Chan) és un guardià de l'emperador xinès. Quan la princesa Pei Pei (Lucy Liu) és segrestada i retinguda a l'oest de Nevada als Estats Units d'Amèrica, ell decideix anar en la seva recerca juntament amb altres guàrdies imperials. Una vegada allí, es troba amb una banda de pistolers liderats per Roy O'Bannon (Owen Wilson), que es mostra molt interessat per la princesa i en la seva recompensa, per la qual cosa decideix ajudar a Chon en la seva àrdua tasca de cerca.

## Repartiment
- Jackie Chan: Chon Wang.
- Owen Wilson: Roy O'Bannon.
- Lucy Liu: la princesa Pei-Pei.
- Brandon Merrill: Falling Leaves.
- Xander Berkeley: Nathan Van Cleef.
- Roger Yuan: Lo Fong.
- Kate Luyben: Fifi.
- Jason Connery: Calvin Andrews.
- Simon R. Baker: Little Feather.
- Walton Goggins: Wallace.
- Henry O: Interpret reial.
- Rongguang Yu: Guàrdia Imperial 1.
- Eric Chen: Guàrdia Imperial 2.